# روز جهانی پوکی استخوان
روز جهانی پوکی استخوان رویدادی سالانه است که همه ساله در ۲۰ اکتبر مصادف با ۲۸ مهرماه در یک کمپین جهانی اقداماتی را جهت افزایش آگاهی جهانی از پیشگیری، تشخیص و درمان پوکی استخوان و بیماری متابولیک استخوان انجام می‌دهد. کمپین جهانی پوکی استخوان که توسط بنیاد بین‌المللی پوکی استخوان (IOF) سازماندهی می‌شود و با فعالیت‌های محلی و کمپین‌های محلی توسط جوامع ملی بیمار پوکی استخوان با فعالیت در بیش از ۹۰ کشور همراه است.

## تاریخچه
روز جهانی پوکی استخوان در تاریخ ۲۰ اکتبر ۱۹۹۶ توسط انجمن ملی پوکی استخوان انگلستان و با حمایت کمیسیون اروپا آغاز شد. از سال ۱۹۹۷، رویداد روز آگاهی توسط بنیاد بین‌المللی پوکی استخوان برگزار شده‌است. در سال ۱۹۹۸ و ۱۹۹۹، سازمان بهداشت جهانی به عنوان حامی مالی روز جهانی پوکی استخوان عمل کرد. این روز همچنین آغاز یک کارزاری یک ساله برای افزایش آگاهی از پوکی استخوان و بیماری‌های متابولیک استخوان است. از سال ۱۹۹۹ این کمپین‌ها هر ساله دارای یک موضوع خاص هستند.

## موضوعات سالانه کمپین
- ۱۹۹۶: آگاهی
- ۱۹۹۷: آگاهی
- ۱۹۹۸: آگاهی
- ۱۹۹۹: تشخیص زودهنگام
- ۲۰۰۰: سلامت استخوان
- ۲۰۰۱: رشد استخوان در جوانان
- ۲۰۰۲: جلوگیری از شکستگی اول
- ۲۰۰۳: کیفیت زندگی
- ۲۰۰۴: پوکی استخوان در مردان
- ۲۰۰۵: ورزش
- ۲۰۰۶: تغذیه
- ۲۰۰۷: عوامل خطر
- ۲۰۰۸: مدافع تغییر سیاست
- ۲۰۰۹: مدافع تغییر سیاست
- ۲۰۱۰: علائم و نشانه‌های شکستگی ستون فقرات
- ۲۰۱۱: ۳ مرحله برای پیشگیری: کلسیم، ویتامین D و ورزش
- 2012: Stop at One: اولین شکستگی آخرین باشد
- ۲۰۱۳: زنان قوی، زنان قوی تر می‌سازند
- ۲۰۱۴: مردان واقعی قدرت خود را از درون ایجاد می‌کنند
- ۲۰۱۵: خدمت به استخوان
- ۲۰۱۶: استخوان‌های خود را دوست داشته باشید - از آینده خود محافظت کنید
- ۲۰۱۷: استخوان‌های خود را دوست داشته باشید - از آینده خود محافظت کنید
- ۲۰۱۸: استخوان‌های خود را دوست داشته باشید - از آینده خود محافظت کنید
- ۲۰۱۹: این پوکی استخوان است [۶]
- 2021: مهار پوکی استخوان با تشخیص به موقع
- 2022: برای سلامتی استخوان خود قدم برداریم
- 2023: استخوان‌های بهتری بسازیم[۷]

## روز جهانی پوکی استخوان در ایران
همزمان با سایر کشورهای دنیا، کمپین روز جهانی پوکی استخوان با مشارکت مرکز تحقیقات استئوپروز در پژوهشگاه علوم غدد و متابولیسم دانشگاه علوم پزشکی تهران که به عنوان نماینده بنیاد بین‌المللی پوکی استخوان در ایران است، برگزار می‌شوند. بدین مناسبت اقداماتی همچون تهیه محصولات آموزشی برای گسترش آگاهی در مورد پوکی استخوان، دایر کردن غرفه و بنر در مراکز دولتی و خصوصی، استفاده از بیلبوردها و تابلوهای الکترونیکی در مکان‌های عمومی، برگزاری برنامه‌های آموزشی در شبکه‌های تلویزیونی ملی و استانی و ... به صورت گسترده در سطح کشور برای آگاهی عموم مردم در مورد پوکی استخوان انجام می‌شود.